# Kontrola konta użytkownika
Kontrola konta użytkownika (ang. User Account Control, UAC) – komponent ochronny wprowadzony w systemie operacyjnym Windows Vista, Windows 7, Windows 8, Windows 8.1, Windows 10 i Windows 11. W założeniu miał poprawiać bezpieczeństwo systemów Windows poprzez ograniczanie dostępu aplikacji do działania tak długo, aż administrator systemu nie autoryzuje dla nich dostępu i w efekcie zapobiegać wykonaniu kodu bez zezwolenia użytkownika. Pod tym względem rozwiązanie to jest bardzo podobne do tego zastosowanego w systemach uniksopodobnych (poprzez sudo).
Działanie komponentu w Windows Vista spotkało się z mocną krytyką.